# Koko ni Ita Koto
Koko ni Ita Koto (ここにいたこと?, "Nós estamos aqui") é o 3º disco do AKB48.
Foi lançdo em 8 de Junho de 2011 pela King Records, com grande sucesso. Figurou entre os álbuns mais vendidos pela Oricon, ficando em 2º lugar entre os álbuns mais vendidos de 2011. Foi certificado pela RIAJ por vender mais de 1.000.000 de cópias deste disco.

## Tracklist
1. "Shōjotachi yo" (少女たちよ "Girls")
2. "Overtake"
3. "Boku ni Dekiru Koto" (僕にできること "What I Can Do")
4. "Ren'ai Circus" (恋愛サーカス "Love Circus")
5. "Kaze no Yukue" (風の行方 "Direction of the Wind")
6. "Wagamama Collection" (わがままコレクション "Selfish Collection")
7. "Ningyo no Vacances" (人魚のバカンス "Mermaid's Vacances")
8. "Kimi to Boku no Kankei" (君と僕の関係 "My Relationship with You")
9. "Iikagen no Susume" (イイカゲンのススメ "Encouragement to Be Irresponsible")
10. "High School Days" (High school days)
11. "Team B Oshi" (チームB推し "Team B Fan")
12. "Chance no Junban"
13. "Beginner"
14. "Ponytail to Chouchou"
15. "Heavy Rotation"
16. "Koko ni Ita Koto" (ここにいたこと "We Were Here")

## Desempenho nas paradas musicais

### Paradas semanais
| Parada musical (2011) | Melhor posição |
| --------------------- | -------------- |
| Japão (Oricon)        | 1              |

### Paradas mensais
| Parada musical (2011) | Melhor posição |
| --------------------- | -------------- |
| Japão (Oricon)        | 1              |

### Paradas anuais
| Parada musical (2011) | Melhor posição |
| --------------------- | -------------- |
| Mundo (IFPI)          | 42             |

## Vendas e certificações
| Região                                              | Certificação | Vendas   |
| --------------------------------------------------- | ------------ | -------- |
| Japão (RIAJ)                                        | Milhão       | 1.000,00 |
| *números de vendas baseados somente na certificação |              |          |

## Histórico de lançamentos
| Região        | Data                | Formato                       | Gravadora                                          |
| ------------- | ------------------- | ----------------------------- | -------------------------------------------------- |
| Japão         | 8 de junho de 2011  | CD download digital streaming | King Records                                       |
| Hong Kong     | 8 de junho de 2011  | CD download digital streaming | King Records                                       |
| Taiwan        | 8 de junho de 2011  | CD download digital streaming | King Records                                       |
| Coreia do Sul | 3 de agosto de 2018 | download digital streaming    | Stone Music Entertainment Genie Music King Records |

## Aparições na Mídia
- Heavy Rotation: Foi interpretada ao vivo pela Baby Blossom no show realizado em Saitama Super Arena, onde Atsuko Maeda anunciou sua graduação do AKB48. Foi também interpretada pela mesma banda no programa Music Japan. Foi executada no episódio 02 do AKB48 SHOW! (12/10/2013). Foi a última música cantada por Yuko Oshima em seu concerto de graduação realizado no Ajinomoto Stadium, em 08/06/2014. A MV desta música é um dos mais vistos do JPOP no YouTube, com mais de 100 milhões de visualizações. Foi interpretado pelo TEAM 8 no episódio 93 do AKB48 SHOW! (14/11/2015).
- Chance no Junban: Foi a música-tema do jogo "AKB 1/48: Idol to Koishitara", lançado em 21/12/2010 para o PSP. Primeiro single com senbatsu definido pelo Torneio Janken.
- Beginner: Música de abertura do AKBingo! entre os episódios 128 a 131.